# Deltebre

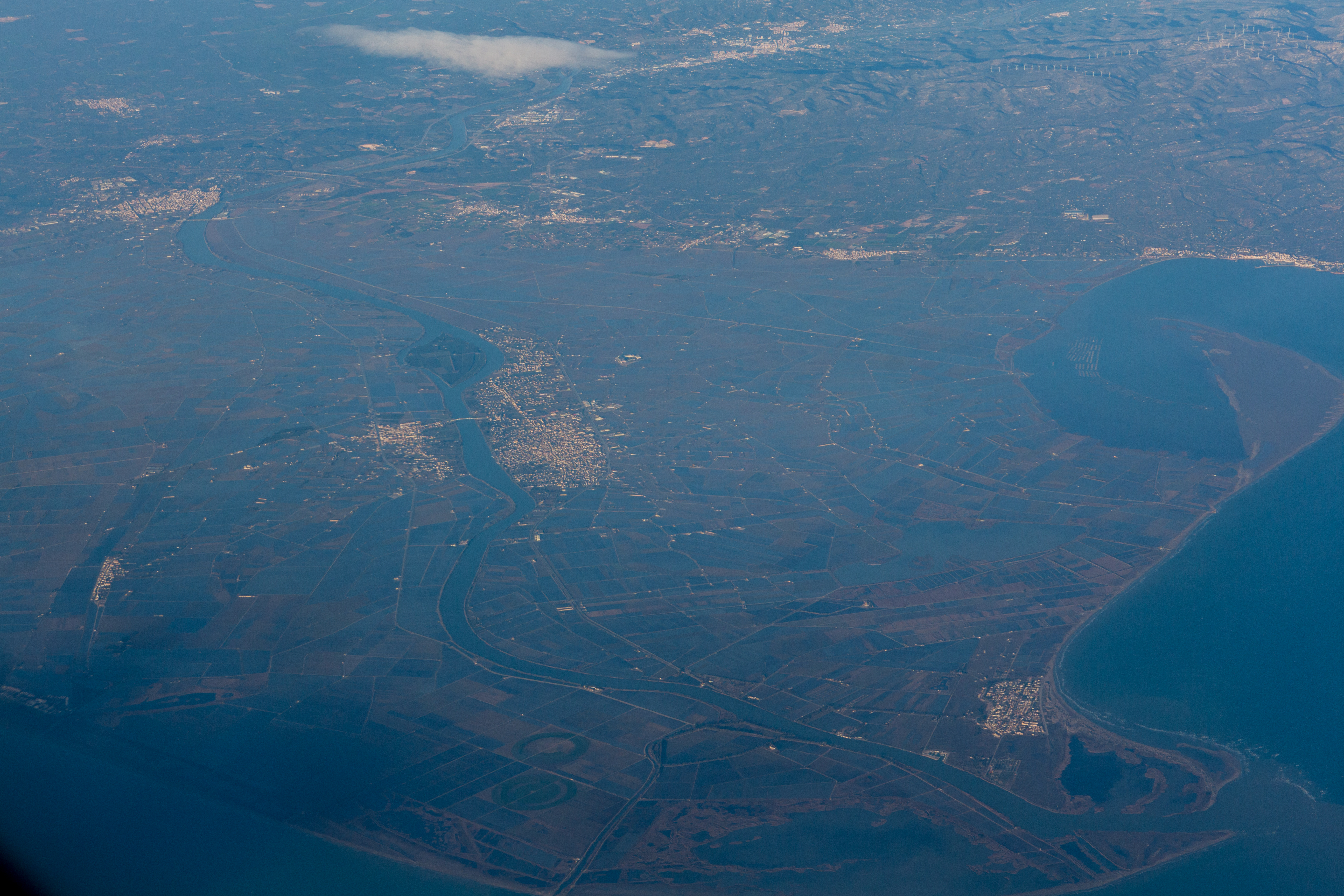
Deltebre – Luftbild (2014)

Deltebre ist eine Gemeinde im Nordosten Spaniens.

## Geographie

### Geographische Lage
Die Gemeinde liegt in der Provinz Tarragona in der Autonomen Gemeinschaft Katalonien. Sie ist die größte Gemeinde im Ebrodelta.

### Nachbargemeinden
Als Nachbargemeinden Deltebres sind L’Aldea, Amposta, L’Ampolla, Camarles und Sant Jaume d’Enveja zu nennen.

## Geschichte
Die Gemeinde entstand 1977 aus den ehemals zu Tortosa gehörenden Ortschaften Jesús i Maria und la Cava.

## Sehenswürdigkeiten
- Kanalbrücken Ponte dels Moros oder Ponts del Rei

## Söhne und Töchter
- Román Casanova Casanova (* 1956), katholischer Geistlicher und Bischof von Vic